# Михайлівка (притока Чаши)
Миха́йлівка — річка в Україні, у Конотопському районі Сумської області. Ліва притока Чаши (басейн Дніпра).

## Опис
Довжина річки приблизно 10,2 км.

## Розташування
Бере початок на північній стороні від Нової Олександрівки. Тече переважно на північний захід через село Михайлівку і впадає у річку Чашу, ліву притоку Сейму.